# 忠岡町立忠岡小学校
忠岡町立忠岡小学校（ただおかちょうりつ ただおかしょうがっこう）は、大阪府泉北郡忠岡町にある公立小学校。
忠岡町の西部・南海本線以西の地域を校区とする。

## 沿革
忠岡村に1872年、泉郡忠岡村・下馬瀬村・上馬瀬村を校区とする伯太郷学校忠岡分校が設置されたことが、学校の起源となっている。翌1873年には、学制発布に伴って泉州第七十四番忠岡小学校が発足した。
1889年の町村制実施により忠岡村など4か村が合併して、町村制に基づく泉郡忠岡村（1896年泉北郡、1939年町制施行で忠岡町）となった。忠岡小学校は従来通り村西部の忠岡・馬瀬を校区とした。
村東部の北出・高月については、明治時代初期以来泉南郡八木尋常小学校（現在の岸和田市立八木小学校、1876年創立）の校区となっていた。北出・高月は1914年になり忠岡小学校校区に編入され、忠岡村全域を校区とするようになった。
高等科は1893年以降、泉北郡大津村（現在の泉大津市）の大津尋常小学校に委託していた。1925年に委託を解消し、忠岡小学校に高等科を併設している。
1947年の学制改革に伴い、忠岡町立小学校の名称になった。1953年には忠岡町立東忠岡小学校を分離し、南海本線の線路以東を東忠岡小学校の校区に変更した。これに伴い、現在の校名・忠岡町立忠岡小学校へと変更している。

### 年表
- 1872年8月18日 - 伯太郷学校忠岡分校を設置。
- 1873年 - 泉州第七十四番小学校が開校。
- 1875年11月 - 泉郡公立忠岡小学校に改称。
- 1887年4月 - 泉郡忠岡尋常小学校に改編。
- 1888年4月 - 泉郡忠岡簡易小学校に改編。
- 1889年4月 - 泉郡忠岡尋常小学校に再改編。
- 1896年4月1日 - 郡の合併により、泉北郡忠岡尋常小学校と称する。
- 1914年4月 - 北出・高月を校区に編入。
- 1925年4月 - 高等科を併設。泉北郡忠岡尋常高等小学校に改称。
- 1934年9月21日 - 室戸台風で校舎倒壊。13教室が被害。
- 1941年4月1日 - 国民学校令により、泉北郡忠岡国民学校に改称。
- 1947年4月1日 - 学制改革により、忠岡町立小学校に改称。
- 1953年4月1日 - 忠岡町立東忠岡小学校を分離。これに伴い忠岡町立忠岡小学校に改称。

## 通学区域
- 泉北郡忠岡町 忠岡北1-3丁目、忠岡中1-3丁目、忠岡南1-3丁目、新浜1-3丁目。

卒業生は基本的に忠岡町立忠岡中学校に進学する。

## 交通
- 南海本線 忠岡駅 西へ約600 m。

## 関係者

### 出身者
- 前田健太 - プロ野球選手[3]